# 羊飼いの礼拝 (ジョルジョーネ)
『羊飼いの礼拝』（ひつじかいのれいはい（伊: Adorazione dei pastori、英: Adoration of the Shepherds））は、ルネサンス盛期のイタリア人画家ジョルジョーネが1505年から1510年ごろにかけて描いた絵画。アメリカ合衆国ワシントンD.C.のナショナル・ギャラリー・オブ・アートが所蔵している。
世界的に広くジョルジョーネの真作だと見なされているが異論もあり、ジョルジョーネの弟子だったティツィアーノの初期の作品だといわれることもある。いずれにせよ、ルネサンス盛期のヴェネツィア派の画家が描いた作品だという事は確実視されている。
欧米では過去にこの絵画を所有していたバーモント家の爵位にちなんで『アレンデールの降誕 (英: Allendale Nativity)』とも呼ばれる。別称であるこの『アレンデールの降誕』にちなんで、ジョルジョーネには「アレンデール絵画群」と呼称される数点の作品が存在する。『羊飼いの礼拝』と同じくワシントン D.C.のナショナル・ギャラリー・オブ・アートが所蔵する『聖家族』、ロンドンのナショナル・ギャラリーが所蔵する『東方三博士の礼拝』である。さらにウィーンの美術史美術館が所蔵する『羊飼いの礼拝』の別バージョンの作品なども「アレンデール絵画群」に含まれることがあり、これらの作品群はジョルジョーネの真作であると考えられている。

## 構成
ジョルジョーネは、薄暗い洞窟を背景に描かれた右側の人物像を画面構成の中核としている。一方で画面左側は、木々に囲まれた明るい風景が対照的に描かれている。そして鑑賞者に静謐で劇的な印象を与える役割を果たしているのが、画面中央に描かれているひざまずく羊飼いの巡礼者たちである。幼児キリストとその両親であるヨセフとマリアの聖家族、そして二人の羊飼いは矩形を構成するように描かれ、左側に遠く広がる風景描写と一対をなしている。

## 来歴
『羊飼いの礼拝』は、ジョヴァンニ・ベッリーニの正統な後継者ともいえるヴィンチェンツォ・カテーナ(Vincenzo Catena)の工房にジョルジョーネがいた時期に、完成させた作品ではないかと考えられている。
『羊飼いの礼拝』は、枢機卿ジョセフ・フェスキ（1763年-1839年）が所有していたという記録が残っている。その後1845年3月17日から18日にかけてローマのリッキ宮殿で開催されたオークションの874番目に、「ジョルジョン (伊: Giorgon (Giorgio Barbarelli dit le))」作の『羊飼いの礼拝 (伊: Adoration des bergers)』として出品され、最終的に1,760スカードで売却された。1,760スカードは当時のレートで換算すると約370.53ポンドに相当する。フェスキはナポレオン1世の叔父にあたり、大規模な美術作品の収集家だった人物である。また、このオークションには1,837点の絵画作品が出品されており、パリのルーヴル美術館がこれらの絵画のうち、1,406点の作品を購入した。他にオークションにかけられた絵画作品として、フラ・アンジェリコの『最後の審判』、ニコラ・プッサンの『人生の踊り』などがあった。

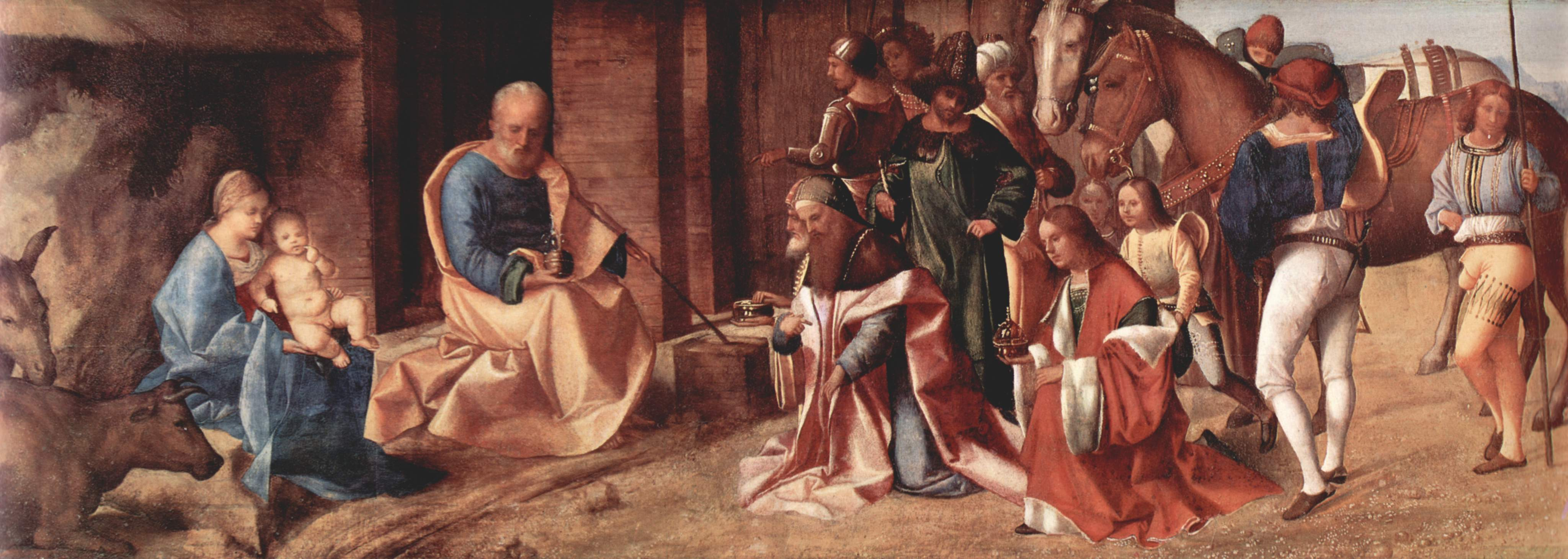
ロンドンのナショナル・ギャラリーが所蔵する『東方三博士の礼拝』。バーモント家の爵位名であるアレンデールにちなんで「アレンデール絵画群」と呼称されている絵画作品の一枚

枢機卿ジョセフ・フェスキの次に『羊飼いの礼拝』の所有者となったのは、パリ在住のクラウディウス・タラルという人物で、タレルは1847年6月11日にロンドンで開催されたクリスティーズのオークションに、ジョルジョーネ作の『羊飼いの礼拝』としてこの作品を出品した。このオークションには55点の絵画作品が出品され、落札総額は3,383ポンドにのぼっている。この『羊飼いの礼拝』には、オークション総額の半分近くとなる1,544ポンドの値が付いた。出品作品の最後となる55番目に出品された『羊飼いの礼拝』が、このオークションの目玉商品だったのである。
クリスティーズのオークションで『羊飼いの礼拝』を落札したのは、イングランド、ウエスト・ヨークシャーの邸宅ブレットンホールの所有者であるトーマス・ウェントワース・バーモント（1792年-1848年）だった。その後、トーマスの息子で、初代アレンデール男爵となったウェントワース・ブラケット・バーモント (1829年-1907年)、初代アレンデール子爵ウェントワース・カニング・ブラケット・バーモント (1860年-1923年)、第二代アレンデール子爵ウェントワース・ヘンリー・カニング・バーモント (1890年-1956年)と、代々のアレンデール爵家に受け継がれてきた。
実業家として著名な美術品コレクターのジョセフ・デュヴァンが、第三代アレンデール子爵チャールズ・バーモントから『キリスト降誕』という作品名でこの絵画を購入したのは、1937年8月5日のことである。デュヴァンの同業者だったエドワード・フォウルズによれば、デュヴァン・ブラザーズが「ジョルジョーネに相応しい価格 (a Giorgione price)」であるとして、代金315,000ポンドと仲介者の画商チャールズ・ラックへの手数料5,000ポンドで『キリスト降誕』を買い取った。当時デュヴァンの美術顧問を務めていた美術史家ベルナルド・ブレンソンは、『キリスト降誕』がティツィアーノの作品だと鑑定し、ジョルジョーネの作品だと信じるデュヴァンと対立した。両者ともに意見を譲らず、現代美術史においても極めて大きな影響力を持っていた二人の関係に、この『キリスト降誕』が終止符を打つ原因となってしまった。デュヴァンは1938年に、デパート業界の有力者サミュエル・クレスにジョルジョーネの作品として『キリスト降誕』を400,000ドルで売却した。クレスはその年のクリスマスシーズンに、自身が経営する五番街のデパートのウィンドウに『キリスト降誕』を展示し、その翌年の1939年に『キリスト降誕』をナショナル・ギャラリー・オブ・アートに寄贈した。

## 作者の同定
1871年に出版された、美術史家ジョゼフ・アーチャー・クロウとジョヴァンニ・バッティスタ・カヴァルカセッレの著書には『羊飼いの礼拝』がジョルジョーネの作品だとして紹介されている 。一方、ベレンソンは1894年に出版した『ヴェネチアの画家たち』で、ヴィンチェンツォ・カテーナの作品である可能性が高いとしている。1912年には画家で美術研究家でもあったロジャー・フライが「表現、とくに風景前面に描かれている落ち葉の描写を分析すると、疑問の余地は残るもののジョヴァンニ・カリアーニの作品だと考えられる」としている。1894年の著書で『羊飼いの礼拝』がカテナの作品だとしていたベレンソンは、カテナ説を撤回し「まず間違いなくティツィアーノの、おそらくは最初期の作品だろう。だがジョルジョーネの表現が見られるように感じられることも、わずかではあるが否定できない……」としている。
その後ベレンソンは1957年の「ヴェネツィア派」の絵画作品リストで、「聖母マリアと風景描写を完成させたのはおそらくティツィアーノだと考えられる」としつつ、『羊飼いの礼拝』はジョルジョーネが描いた絵画作品であると以前の鑑定を訂正した。1979年に『羊飼いの礼拝』を所蔵しているナショナル・ギャラリー・オブ・アートは、エリス・ウォーターハウスやシドニー・ジョセフ・フリードバーグら、5名による専門家の鑑定結果として、この作品をジョルジョーネの真作であるとカタログに記載している。